# Kinosternon herrerai
Kinosternon herrerai är en sköldpaddsart som beskrevs av Leonhard Hess Stejneger 1925. Kinosternon herrerai ingår i släktet Kinosternon, och familjen slamsköldpaddor. IUCN kategoriserar arten globalt som nära hotad. Inga underarter finns listade.

## Beskrivning
Honor kan bli upp till 15 cm långa och hanar 17 cm.

## Fortplantning
Honor lägger ägg flera gånger per år med 2-4 ägg per kull.

## Utbredning
Arten finns i Mexiko (Tamaulipas, Veracruz, San Luis Potosi, Hidalgo och Puebla). Den kan hittas på höjder upp till 1150 meter över havet.

## Habitat
Arten finns i permanenta vattensamlingar med mycket vegetation och mjuka bottnar.

## Föda
Arten är allätare men äter huvudsakligen animalisk föda även om vissa populationer också äter stora mängder fikon.

## * Hot
Arten används av människor både som mat och till medicin, främst i de södra delarna. I norr hotas arten främst av habitatförstöring då vatten används för sockerplantage. De minskar också något då många blir överkörda på vägar.